# Вурманкасы (Пикшикское сельское поселение)
Вурманкасы́ (чув. Вӑрманкас) — деревня в Красноармейском муниципальном округе Чувашской Республики.

## География
Находится в северной части Чувашии, на расстоянии приблизительно 8 км на север-северо-запад по прямой от районного центра села Красноармейское.

## История
Известна с 1795 года как околоток деревня Янгильдина Первая (ныне Таныши) с 23 дворами. В 1859 году учтено было 27 дворов, 172 жителя, в 1906 — 39 дворов, 170 жителей, в 1926 — 50 дворов, 224 жителя, в 1939—236 жителей, в 1979 — 56 дворов, 174 человека. В 2002 году было 47 дворов, в 2010 — 43 домохозяйства. В период коллективизации был образован колхоз «Юркин», в 2010 году действовало КФХ «Васильева». До 2021 года входила в состав Пикшикского сельского поселения до его упразднения.

## Население
Постоянное население составляло 113 человек (чуваши 96 %) в 2002 году, 91 в 2010.